# Curtisville
Curtisville és una concentració de població designada pel cens dels Estats Units a l'estat de Pennsilvània. Segons el cens del 2000 tenia 1.173 habitants.

## Demografia
Segons el cens del 2000, Curtisville tenia 1.173 habitants, 498 habitatges, i 330 famílies. La densitat de població era de 316,7 habitants per quilòmetre quadrat.
Dels 498 habitatges en un 29,1% hi vivien nens de menys de 18 anys, en un 48,6% hi vivien parelles casades, en un 11,8% dones solteres, i en un 33,7% no eren unitats familiars. En el 29,7% dels habitatges hi vivien persones soles el 13,9% de les quals corresponia a persones de 65 anys o més que vivien soles. El nombre mitjà de persones vivint en cada habitatge era de 2,36 i el nombre mitjà de persones que vivien en cada família era de 2,89.
Per edats la població es repartia de la següent manera: un 23% tenia menys de 18 anys, un 6,6% entre 18 i 24, un 32,7% entre 25 i 44, un 22,1% de 45 a 60 i un 15,6% 65 anys o més.
L'edat mediana era de 39 anys. Per cada 100 dones de 18 o més anys hi havia 88,5 homes.
La renda mediana per habitatge era de 31.304 $ i la renda mediana per família de 36.900 $. Els homes tenien una renda mediana de 38.125 $ mentre que les dones 23.710 $. La renda per capita de la població era de 14.143 $. Entorn del 15,4% de les famílies i el 18,7% de la població estaven per davall del llindar de pobresa.

## Poblacions més properes
El següent diagrama mostra les poblacions més properes.